# اچ‌ام‌اس سکویرل (۱۷۵۵)
اچ‌ام‌اس سکویرل (۱۷۵۵) (به انگلیسی: HMS Squirrel (1755)) یک کشتی بود که طول آن ۱۰۷ فوت ۳ اینچ (۳۲٫۷ متر) بود.